# Stenoma megaspilella
Stenoma megaspilella es una especie de polilla del género Stenoma, orden Lepidoptera.

## Taxonomía
Fue descrita científicamente por Walker en 1864.